# R.M. Firenze 1988-1989
Questa voce raccoglie le informazioni riguardanti la Rondinella Marzocco Firenze nelle competizioni ufficiali della stagione 1988-1989.

## Rosa
| N. |                      | Ruolo | Calciatore            |
| -- | -------------------- | ----- | --------------------- |
|    | Italia (bandiera)    | P     | Alfredo Aglietti      |
|    | Italia (bandiera)    | C     | Luca Aquilante        |
|    | Italia (bandiera)    | C     | Salvadore Bacci       |
|    | Argentina (bandiera) | A     | Eduardo Angel Barbero |
|    | Italia (bandiera)    | P     | Alberto Bastogi       |
|    | Italia (bandiera)    | P     | Wilson Montuori       |
|    | Italia (bandiera)    | C     | Sergio Borgo          |
|    | Italia (bandiera)    | C     | Piero Braglia         |
|    | Italia (bandiera)    | C     | Cristiano Buchetti    |
|    | Italia (bandiera)    | D     | Fabio Cappelli        |
|    | Italia (bandiera)    | D     | Massimo Cardelli      |
|    | Italia (bandiera)    | A     | Danilo Di Vincenzo    |

| N. |                   | Ruolo | Calciatore           |
| -- | ----------------- | ----- | -------------------- |
|    | Italia (bandiera) | A     | Luca Frullini        |
|    | Italia (bandiera) | C     | Nino Maestrelli      |
|    | Italia (bandiera) | D     | Marco Marchi         |
|    | Italia (bandiera) | A     | Alessandro Meoni     |
|    | Italia (bandiera) | C     | Guido Minetto        |
|    | Italia (bandiera) | A     | Alberto Nardi        |
|    | Italia (bandiera) | C     | Pierluigi Piantanida |
|    | Italia (bandiera) | P     | Antonino Pino        |
|    | Italia (bandiera) | A     | Giuseppe Pizzuto     |
|    | Italia (bandiera) | A     | Maurizio Rossi       |
|    | Italia (bandiera) | D     | Gianluigi Sarti      |
|    | Italia (bandiera) | C     | Marco Sereni         |